# Коррок, Сьюзан
Сьюзан Ада Коррок Лаби (англ. Susan Ada Corrock Luby; род. 30 ноября 1951, Сиэтл) — американская горнолыжница, специалистка по слалому, гигантскому слалому и скоростному спуску. Выступала за сборную США по горнолыжному спорту в 1970—1973 годах, бронзовая призёрка зимних Олимпийских игр в Саппоро.

## Биография
Сьюзан Коррок родилась 30 ноября 1951 года в Сиэтле, штат Вашингтон, США. Проходила подготовку в спортивном клубе горнолыжного курорта Сан-Вэлли, первое время имела успех прежде всего в техничных дисциплинах, таких как слалом и гигантский слалом, но затем освоила и скоростной спуск, в котором добилась достаточно высоких результатов.
Впервые заявила о себе в 1970 году, выиграв чемпионат США среди юниоров в слаломе и гигантском слаломе, в позже стала чемпионкой в гигантском слаломе и среди взрослых спортсменок. В то же время вошла в основной состав американской национальной сборной и дебютировала в Кубке мира, в частности на этапах в австрийском Бадгастайне и канадском Ванкувере попала в десятку сильнейших в зачёте слалома.
В 1971 году была в десятке лучших на шести этапах Кубка мира.
Благодаря череде удачных выступлений удостоилась права защищать честь страны на зимних Олимпийских играх 1972 года в Саппоро — в слаломе по сумме двух попыток показала девятый результат, тогда как в скоростном спуске стала третьей и завоевала тем самым бронзовую олимпийскую медаль, пропустив вперёд только швейцарку Мари-Терез Надиг и австрийку Аннемари Мозер-Прёль. Это был первый и единственный раз, когда ей удалось взойти на подиум соревнований международного уровня.
После Оимпиады Коррок ещё в течение некоторого времени оставалась в составе главной горнолыжной команды США и продолжала принимать участие в крупнейших международных соревнованиях. Так, 1973 году она была в десятке на трёх этапах Кубка мира, в программе слалома и скоростного спуска. В 1975 году приняла решение завершить карьеру профессиональной спортсменки.
Впоследствии занималась недвижимостью в Вейле, в 1980-х годах с семьёй переехала на постоянное жительство в Спокан. Замужем за Бобом Лаби, есть двое детей.